# Clathria haematodes
Clathria haematodes är en svampdjursart som först beskrevs av de Laubenfels 1957.  Clathria haematodes ingår i släktet Clathria och familjen Microcionidae. Inga underarter finns listade i Catalogue of Life.